# Hans Porczik
Hans Porczik (1364 urkundlich genannt) war ein sächsischer Amtshauptmann.

## Leben
Er stammte aus einem Adelsgeschlecht.
Im Jahre 1364 wird er als Amtshauptmann des sächsischen Amtes Delitzsch und gleichzeitig auch als Amtshauptmann zu Leipzig urkundlich erwähnt.